# Canton de Cahors-Nord-Ouest
Le canton de Cahors-Nord-Ouest était une division administrative française située dans le département du Lot et la région Midi-Pyrénées.

## Géographie
Ce canton est organisé autour de Cahors dans l'arrondissement de Cahors. Son altitude varie de 100 m (Pradines) à 332 m (Cahors) pour une altitude moyenne de 123 m.

## Représentation

### Conseillers généraux de l'ancien canton deCahors-Nord
| Période | Période           | Identité                            | Étiquette              | Qualité |
| ------- | ----------------- | ----------------------------------- | ---------------------- | --- |
| 1833    | 1844 (décès)      | Jean-Michel Agar, Comte de Mosbourg | Majorité Conservatrice | Propriétaire à Mercuès Député (1804-1806 et 1830-1837) Président du Conseil général |
| 1845    | 1848              | Hugues Dupuy                        |                        | Procureur du Roi à Cahors |
| 1848    | 1855              | Jean-Michel Berton                  |                        | Avoué, Maire de Cahors |
| 1855    | 1880              | Achille Bessières                   | Droite                 | Avocat, Maire de Cahors |
| 1880    | 1910              | Etienne-Auguste Reilhe              | Républicain            | Docteur en médecine, Maire de Cahors |
| 1910    | 1925 (décès)      | Maurice Gélis                       | Rad.                   | Docteur en médecine à Cahors, conseiller d'arrondissement |
| 1926    | 1928              | Albert Tassard                      | RG                     | Avocat, premier adjoint au maire de Cahors |
| 1928    | 1934              | Jean-Abel Miquel                    | Rad.                   | Publiciste à Paris |
| 1934    | 1940              | François Salanié                    | Rad.                   | Négociant, ancien Président du Tribunal de commerce Premier adjoint au maire de Cahors Nommé membre de la Commission administrative départementale en 1941 Nommé conseiller départemental en 1943 |
|         |                   |                                     |                        | |
| 1945    | 1949              | Louis Malique                       | SFIO                   | Maraîcher à Cahors |
| 1949    | 1951 (annulation) | Maurice Eyrolles                    | MRP                    | Inspecteur principal de l'Enseignement, Cahors |
| 1951    | 1957 (décès)      | Henri Gayet                         | Rad.                   | Pharmacien à Cahors |
| 1957    | 1979              | Pierre Gayet                        | Rad. puis MRG          | Docteur en médecine et en pharmacie à Cahors Conseiller régional |
| 1979    | 1985              | Marc Baldy                          | PS                     | Professeur de collège Adjoint au maire de Cahors |

### Conseillers d'arrondissement du canton de Cahors-Nord (de 1833 à 1940)
| Période                                  | Période | Identité                                 | Étiquette   | Qualité |
| ---------------------------------------- | ------- | ---------------------------------------- | ----------- | --- |
| 1833                                     | 1836    | François Louis Dufour (1789-1851)        |             | Avocat, bâtonnier de l'Ordre |
| 1836                                     | 1845    | Jean Pierre Firmin Cavaignac (1797-1860) |             | Avocat, inspecteur puis Directeur de l'enregistrement, propriétaire à Cahors                                                                  |
|                                          |         |                                          |             | |
| 1883                                     | 1901    | Jean Costes                              | Républicain | Notaire, maire de Cahors (1887-1906) Président du Conseil d'arrondissement (1888-1895) Elu conseiller général du canton de Cahors-Sud en 1901 |
| 1901                                     | 1910    | Maurice Gélis                            | Radical     | Docteur en médecine à Cahors |
|                                          |         |                                          |             | |
| 1919                                     | 1925    | Marius Teyssonnières                     | Républicain | Ingénieur des travaux publics de l'État, Cahors                                                                                               |
| 1925                                     | 1931    | Alexandre Bessières                      | Radical     | Négociant, adjoint au maire de Cahors |
| 1931                                     | 1940    | M. Pagès                                 | Soc.ind.    | |
| 1940                                     |         |                                          |             | Les conseils d'arrondissement ont été suspendus par la loi du 12 octobre 1940 et n'ont jamais été réactivés                                   |
| Les données manquantes sont à compléter. |         |                                          |             | |

### Conseillers généraux du canton de Cahors Nord-Ouest (1985 à 2015)
| Période | Période | Identité    | Étiquette            | Qualité                                          |
| ------- | ------- | ----------- | -------------------- | ------------------------------------------------ |
| 1985    | 2011    | Marc Baldy  | PS puis MDC puis MRC | Professeur de collège Adjoint au Maire de Cahors |
| 2011    | 2015    | Serge Munté | PS                   | Employé Adjoint au Maire de Cahors               |

## Composition
Le canton de Cahors-Nord-Ouest se compose d’une fraction de la commune de Cahors et de trois autres communes. Il compte 12 466 habitants (population municipale) au 1er janvier 2012.
| Nom                | Code Insee | Intercommunalité | Population (dernière pop. légale)              |
| ------------------ | ---------- | ---------------- | ---------------------------------------------- |
| Cahors (chef-lieu) | 46042      | CA Grand Cahors  | Fraction : 6 920(2012) Commune : 19 630 (2014) |
| Espère             | 46095      | CA Grand Cahors  | 996 (2014)                                     |
| Mercuès            | 46191      | CA Grand Cahors  | 1 038 (2014)                                   |
| Pradines           | 46224      | CA Grand Cahors  | 3 433 (2014)                                   |

## Démographie
| 1990   | 1999   | 2006   | 2011   | 2012   |
| ------ | ------ | ------ | ------ | ------ |
| 11 256 | 11 567 | 11 839 | 12 603 | 12 466 |